# Episodi di Doctor Who (serie televisiva 2005) (ottava stagione)
L'ottava stagione della seconda serie televisiva Doctor Who (2005-2022) è composta da dodici episodi ed è la prima con Peter Capaldi come Dodicesimo Dottore. Inoltre Jenna-Louise Coleman continua a interpretare il ruolo della compagna del Dottore la "ragazza impossibile" Clara Oswald.
Nell'episodio All'interno di un Dalek entra a fare parte del cast ricorrente della stagione Samuel Anderson, che interpreta Danny Pink, mentre l'attrice Michelle Gomez interpreta Missy.
Il primo episodio è andato in onda in Inghilterra il 23 agosto 2014 su BBC One. In Italia il primo episodio è andato in onda il 18 gennaio 2015 su Rai4.
| nº | Titolo originale            | Titolo italiano                | Prima TV UK       | Prima TV Italia  |
| -- | --------------------------- | ------------------------------ | ----------------- | ---------------- |
| 1  | Deep Breath                 | Un respiro profondo            | 23 agosto 2014    | 18 gennaio 2015  |
| 2  | Into the Dalek              | All'interno di un Dalek        | 30 agosto 2014    | 25 gennaio 2015  |
| 3  | Robot of Sherwood           | I robot di Sherwood            | 6 settembre 2014  | 1º febbraio 2015 |
| 4  | Listen                      | Ascolta                        | 13 settembre 2014 | 8 febbraio 2015  |
| 5  | Time Heist                  | Rapina temporale               | 20 settembre 2014 | 15 febbraio 2015 |
| 6  | The Caretaker               | Il bidello                     | 27 settembre 2014 | 22 febbraio 2015 |
| 7  | Kill the Moon               | Uccidere la Luna               | 4 ottobre 2014    | 1º marzo 2015    |
| 8  | Mummy on the Orient Express | Una mummia sull'Orient Express | 11 ottobre 2014   | 8 marzo 2015     |
| 9  | Flatline                    | I graffiti di Bristol          | 18 ottobre 2014   | 15 marzo 2015    |
| 10 | In the Forest of the Night  | Nella foresta della notte      | 25 ottobre 2014   | 22 marzo 2015    |
| 11 | Dark Water                  | Viaggio nell'aldilà            | 1º novembre 2014  | 29 marzo 2015    |
| 12 | Death in Heaven             | Morte in Paradiso              | 8 novembre 2014   | 5 aprile 2015    |

## Un respiro profondo
- Titolo originale: Deep Breath
- Scritto da: Steven Moffat
- Diretto da: Ben Wheatley

### Trama
Il Dottore, rigeneratosi, si è dimenticato come pilotare il TARDIS e, schiantandosi da un'epoca e da una parte dell'universo all'altra, atterra nella Londra vittoriana seguito da un tirannosauro, finito accidentalmente nel vortice temporale creato dal TARDIS. Accorrono sul posto subito Madame Vastra, Jenny e Strax, che riconoscono immediatamente la cabina blu. Il trio si avvicina alla macchina del tempo e viene accolto da uno stralunato Dottore che, in stato confusionale dovuto alla rigenerazione, si mette a cercare di calmare il dinosauro (che nel frattempo sta creando panico e disordini a Westminster), ma sviene subito dopo, venendo portato a casa di Vastra. Quest'ultima manda a chiamare Clara per chiederle chiarimenti su quanto appena avvenuto, ma lei è sconvolta allo stesso modo: ha visto il Dottore rigenerarsi e dunque cambiare completamente di aspetto e non riesce a credere che si tratti della stessa persona. Quello che sfugge a Clara, e che Madame Vastra cerca di farle capire, è che il Dottore esiste da più di mille anni e che il suo giovane aspetto, che aveva nelle precedenti rigenerazioni, è solo un velo, un mezzo che utilizza per essere accettato da tutti coloro che ha incontrato. Adesso che il Dottore si è rigenerato ha sollevato il velo al resto del mondo per mostrarsi a Clara, in una tacita richiesta della sua fiducia e della sua fedeltà. Nel mentre il Dottore si sveglia e scappa dalla finestra alla ricerca del dinosauro per riportarlo nella sua epoca, ma l'animale improvvisamente prende fuoco. Sul posto accorrono anche Clara, Madame Vastra, Jenny e Strax che, mentre si interrogano su chi possa essere il responsabile e su come abbia fatto, notano nel mezzo della folla inebetita e sconvolta un soggetto che si allontana per nulla turbato da quanto accaduto. Il Dottore si allontana dai suoi amici e decide di investigare sull'accaduto. Si ritrova, il mattino seguente, per le vie di Londra a rovistare tra i rifiuti e a interrogarsi, sconvolto, per il suo nuovo aspetto. Nel frattempo Clara scopre sul Times un annuncio che invita la "Ragazza Impossibile", soprannome che il Dottore dava a Clara, in un ristorante della città. Tuttavia, quando Clara e il Dottore si incontrano lì, scoprono che non è stato lui a fare pubblicare l'annuncio. La sensazione che in realtà si tratti di una trappola è presto confermata dal fatto che le persone in sala non sono altro che cyborg con sembianze umane. I due, intrappolati e portati nei sotterranei del ristorante, ritrovano una schiera di cyborg inattivi e lo strano soggetto avvistato lungo il Tamigi la sera della morte del dinosauro. Dopo un'attenta osservazione il Dottore giunge alla conclusione che sono cyborg che si trasformano in umani, utilizzando organi e parti umane come pezzi di ricambio. Un cyborg si anima e i due fuggono, fino a quando il Dottore abbandona Clara per non essere catturato. La ragazza cerca di trattenere il respiro per camuffarsi tra gli altri cyborg e sopravvivere, ma, sopraffatta dallo sforzo e dallo sconforto di essere stata abbandonata, cede e viene catturata. Clara, condotta al cospetto del capo dei cyborg, fiduciosa nonostante tutto, viene salvata dal Dottore e in loro soccorso intervengono anche Madame Vastra, Jenny e Strax, che ingaggiano battaglia con i cyborg. Il capo dei cyborg riesce a scappare, ma il Dottore gli è prontamente alle calcagna. I due si ritrovano nella sala da pranzo del ristorante che altro non è che un'astronave, ormai riparata grazie ai tessuti degli incauti clienti e pronta a prendere il volo per la "Terra Promessa". Il cyborg inizia una lotta con il Dottore sul ciglio della nave, che termina con la morte del cyborg e di conseguenza con la morte di quelli che avevano accerchiato Clara e gli altri. Alla fine della battaglia il Dottore riporta Clara nel ventunesimo secolo, ma la ragazza, nonostante tutto, nutre ancora i suoi dubbi sul "nuovo" Dottore. Clara riceve quindi una chiamata dall'Undicesimo Dottore, che, in procinto di rigenerarsi su Trenzalore, la chiama dal passato, confortandola e raccomandandogli di badare al nuovo lui. Clara riesce così a vedere oltre il velo e a riconoscere il Dodicesimo Dottore.
Nella scena finale ritroviamo il capo dei cyborg in un giardino, che viene accolto da una donna di nome Missy, la quale lo informa di trovarsi in Paradiso, la Terra Promessa che aveva tanto cercato.
- Guest Star: Neve McIntosh (Madame Vastra), Catrin Stewart (Jenny Flint), Dan Starkey (Strax), Peter Ferdinando (Half-Face Man), Paul Hickey (Ispettore Gregson), Tony Way (Alf), Maggie Service (Elsie), Brian Miller (Barney), Ellis George (Courtney Woods), Mark Kempner (Cabbie), Graham Duff (Cameriere), Peter Hannah (Poliziotto), Paul Kasey (Lacchè), Matt Smith (Undicesimo Dottore), Michelle Gomez (Missy)

## All'interno di un Dalek
- Titolo originale: Into the Dalek
- Scritto da: Phil Ford e Steven Moffat
- Diretto da: Ben Wheatley

### Trama
Il Dottore salva Journey Blue, una soldatessa ribelle, dalla sua navicella spaziale attaccata dai Dalek, ma non riesce a salvare suo fratello, rimasto ucciso nell'attacco. La riporta alla nave principale dei ribelli, la Aristotele. Lo zio di Journey, il colonnello Morgan Blue, si congratula con il Dottore, ma vorrebbe ucciderlo perché lo crede una spia Dalek. Journey lo difende dicendo che lui, essendo un "dottore", può curare il loro paziente, che è nientemeno che un Dalek che sembra diventato buono.
Nello stesso momento Danny Pink, un veterano di guerra in Afghanistan, ferito dal suo passato, inizia a insegnare matematica alla Coal Hill School. Nella sala professori Danny viene presentato a Clara Oswald, che lo invita a una festa di addio di una loro collega. Danny, sentendosi imbarazzato e troppo nuovo nell'ambiente, declina, ma successivamente Clara lo trova in un'aula vuota mentre si pente della sua scelta, così lo invita a bere qualcosa. Lui accetta e lei torna nel suo ufficio, dove si trova faccia a faccia con il Dottore, con in mano i caffè che avrebbe dovuto prendere tre settimane prima a Glasgow (alla fine di Un respiro profondo). Lui le dice che ha bisogno del suo aiuto, e le chiede se lo considera un uomo buono. Clara risponde che non lo sa. Insieme tornano alla Aristotele, dove il colonnello Blue spiega che dovrà miniaturizzare il Dottore, Clara, Journey e due ribelli, Ross e Gretchen, in modo da entrare nel Dalek danneggiato, soprannominato "Rusty", per determinare cosa lo rende buono. Entrando attraverso l'organo che funge da occhio, iniziano a esplorare la parte superiore del Dalek. Ross spara un rampino in modo da calarsi al piano subito inferiore, ma il Dalek rilascia gli anticorpi, i quali inceneriscono il ribelle. Il Dottore, Clara, Journey e Gretchen raggiungono la zona centrale di Rusty. Lì notano una zona che emana radiazioni oltre il livello di guardia. Rusty parla al Dottore della bellezza dell'universo, raccontando cosa più lo ha colpito: la creazione di una stella. Spiega che è inutile continuare a distruggere, anche perché la vita continua a tornare. Il Dottore nota una crepa nel cuore del Dalek e la ripara. Questo causa il ritorno alla normalità per il Dalek, il quale perde la sua bontà.
Il colonnello Blue e i suoi uomini sono in pericolo e il Dalek si libera dalle catene e inizia a sterminare i ribelli mentre contatta la sua nave madre per ricevere rinforzi. Clara, all'interno di Rusty, tira uno schiaffo al Dottore e lo convince a fare tornare buono il Dalek. Decidono quindi di fargli riaffiorare i ricordi soppressi. Gretchen si sacrifica per permettere a Journey e a Clara di raggiungere la memoria esterna del Dalek. Successivamente, dopo essere morta, si risveglia in "Paradiso" e viene accolta da Missy. Clara risveglia i ricordi e il Dottore collega la sua mente a quella del Dalek facendogli vedere la bellezza dell'universo che conosce, ma anche il suo odio verso i Dalek. Così, con costernazione del Dottore, Rusty inizia a odiare la sua stessa specie e attacca i rinforzi Dalek. Una volta completata la missione il Dalek dice che il Dottore potrebbe essere considerato un Dalek buono, ma non lui. Clara e il Dottore stanno per partire quando Journey gli chiede di viaggiare con loro. Il Dottore non l'accetta perché è un soldato.
Il Dottore torna nell'ufficio di Clara, che afferma di non sapere se lui sia o meno un uomo buono, ma che ci prova ed è questo l'importante. Uscendo si scontra con Danny che sospetta che lei non veda di buon occhio i soldati, ma lei risponde che non è così prevenuta, riferendosi al Dottore.
- Guest Star: Zawe Ashton (Journey Blue), Michael Smiley (Colonnello Morgan Blue), Samuel Anderson (Danny Pink), Laura dos Santos (Gretchen), Ben Crompton (Ross), Bradley Ford (Fleming), Michelle Morris (segretario scolastico), Nigel Betts (Mr. Armitage), Ellis George (Courtney Woods), Barnaby Edwards (Dalek), Nicholas Briggs (Voce dei Dalek), Michelle Gomez (Missy)(non accreditata)

## I robot di Sherwood
- Titolo originale: Robot of Sherwood
- Scritto da: Mark Gatiss
- Diretto da: Paul Murphy

### Trama
Clara chiede al Dottore di incontrare Robin Hood, e nonostante lui cerchi di dissuaderla spiegandogli che è solamente una leggenda lei insiste, così il Dottore fa atterrare il TARDIS nella foresta di Sherwood del 1190 d.C. per dimostrarle che si sbaglia. Tuttavia, appena uscito dalla cabina, il Dottore incontra nientemeno che Robin Hood, che dopo avere scagliato una freccia contro il TARDIS richiede di assumerne il possesso. Il Dottore continua a dire a una eccitatissima Clara che l'uomo che ha davanti non è l'eroe della famosa fiaba. Per tutta risposta Robin lo sfida a un duello di spade, in cui il Dottore, combattendo con un cucchiaio e con un'astuta mossa fa cadere nell'acqua Robin, che lo trascina con sé tra le risa di Clara.
Robin porta il Dottore e Clara nel suo covo, dove presenta loro i suoi allegri compagni di avventure. Mentre il Dottore analizza ogni particolare per capire se il contesto è reale (specialmente perché la foresta, nonostante sia autunno, è molto rigogliosa), Robin racconta a Clara di come il principe Giovanni d'Inghilterra e lo Sceriffo mettano in ginocchio le popolazioni locali imponendo sempre più tasse da pagare. Robin Hood decide di partecipare al torneo di tiro con l'arco indetto dallo Sceriffo per stabilire chi è il miglior arciere (in palio vi è una freccia d'oro), e vince, ma anche il Dottore (grazie a uno speciale dispositivo di mira) continua a centrare il bersaglio e Robin fa lo stesso, dando il via a una disputa che porta il Dottore, innervosito, a fare esplodere il bersaglio con il cacciavite sonico. Lo Sceriffo rimane colpito e ordina ai cavalieri, che in realtà sono dei robot, di catturare il Dottore, prendendo il suo cacciavite. Il Dottore, Clara e Robin si sono fatti catturare e sono in cella, e mentre i due uomini disputano Clara viene condotta dallo Sceriffo e manipolandolo riesce a scoprire il suo vero piano: si è alleato con i robot, che appartengono a una nave spaziale, perché crede che grazie a loro egli potrà riuscire a conquistare l'Inghilterra e poi il mondo. Lo Sceriffo sta cercando di riscuotere più oro possibile per fonderlo, poiché intende ricreare delle matrici che serviranno a rimettere in funzione i motori della nave spaziale.
Il Dottore e Robin Hood riescono a liberarsi con l'astuzia e trovano la nave, dove leggono la sua destinazione, la Terra Promessa (la stessa dove erano diretti i cyborg di Un respiro profondo). Il Dottore capisce il piano dello Sceriffo e ipotizza che Robin Hood sia un robot creato da lui per alimentare la speranza delle persone, quindi decide di svelargli che nel futuro lui sarà il protagonista di una leggenda. In quel mentre entra lo Sceriffo e Robin prende Clara e scappa. Il Dottore domanda allo Sceriffo di Robin e lui gli risponde che non è un robot e che non avrebbe senso crearsi un nemico. Nel frattempo Robin, deciso a scoprire la verità su di lui chiede a Clara, che gli racconta tutto sul Dottore e sui Signori del Tempo. Lo Sceriffo è intenzionato a fare decollare la nave anche se il Dottore dice che ha troppo poco oro e che non potrà arrivare in orbita. Se la farà volare, quindi, la nave precipiterà esplodendo e distruggendo le zone circostanti. In quel momento arriva Robin, che ingaggia un combattimento con lo Sceriffo e lo uccide facendolo precipitare nell'oro fuso. La nave decolla e il Dottore, Robin e Clara lanciano la freccia d'oro che dona alla nave sufficiente energia per farla esplodere solo una volta arrivata in orbita.
Nonostante il Dottore ripeta per tutto l'episodio che non è un eroe, che si è lasciato alle spalle troppe morti, Robin alla fine cerca di convincerlo del contrario, i due si riconciliano e Robin dice che preferisce essere ricordato come una leggenda. Clara e il Dottore se ne vanno e ad attendere Robin dietro il TARDIS c'è la sua amata Marian, che il Dottore gli ha riportato sana e salva.
- Guest Star: Tom Riley (Robin Hood), Roger Ashton-Griffiths (Quayle), Sabrina Bartlett (Marian), Ben Miller (Sceriffo di Nottingham), Ian Hallard (Alan-a-Dale), Trevor Cooper (Frate Tuck), Rusty Goffe (Little John), Joseph Kennedy (Will Scarlet), Adam Jones (Walter), David Benson (araldo), David Langham (guardia), Tim Baggaley ("Cavaliere"), Richard Elfyn (Voce dei "Cavalieri")

## Ascolta
- Titolo originale: Listen
- Scritto da: Steven Moffat
- Diretto da: Douglas MacKinnon

### Trama
Il Dottore ha ideato un'interessante teoria secondo la quale esistono creature in possesso di una straordinaria capacità di nascondersi. Intanto Clara è al suo primo appuntamento con Danny Pink, il professore soldato da cui lei è attratta. Mentre il Dottore rimugina da solo nel TARDIS su quesiti come il "Cosa c'è sotto il letto?", che si lega al "C'è qualcuno con noi quando crediamo di parlare da soli?" incredibilmente qualcuno o qualcosa scrive sulla lavagnetta "Ascolta" (Listen).
Il Dottore va a recuperare Clara, reduce dell'appuntamento non andato troppo bene, e le chiede di riportare alla memoria il momento in cui lei ha sognato qualcosa che si nascondeva sotto il letto. Il Dottore collega Clara all'interfaccia telepatica del TARDIS e pensa a quel sogno, ma viene distratta dal ricordo di Danny Pink. La distrazione fatale teletrasporta i due viaggiatori sulla linea temporale del giovane Pink. Il Dottore e Clara entrano nell'orfanotrofio e rassicurano il bambino rimasto sveglio durante la notte convinto che ci fosse qualcosa sotto il suo letto. Clara dimostra al bambino che non c'è nulla di cui avere paura e insieme a lui si nasconde sotto al letto. Ma quel qualcosa che terrorizzava il bambino ora si rivela davvero esserci, ma sopra al letto e avvolto da una coperta. Clara e il bambino escono da sotto il letto e osservano terrorizzati la sagoma sotto la coperta. Il Dottore interviene in loro aiuto e riesce a scacciare quel qualcosa con la promessa di non guardarlo andare via.
Successivamente il Dottore e Clara ritornano indietro e la ragazza chiede di farsi riportare all'appuntamento con Danny per provare a sistemare le cose. Ma proprio quando i due stanno cercando di riappacificarsi uno strano astronauta in tuta arancione appare nel ristorante e fa cenno a Clara di seguirlo. Danny se ne va e Clara decide di seguire l'astronauta nel TARDIS pensando che sia il Dottore. Ma, dopo avere rimosso il casco, Clara scopre che sotto la tuta spaziale si nasconde un altro viaggiatore temporale, uguale a Danny Pink, con l'unica differenza che quest'uomo viene da cento anni nel futuro. Il Dottore riporta Orson Pink, questo è il nome del viaggiatore nel tempo, nel luogo in cui lo ha trovato, ossia l'ultimo pianeta alla fine dell'Universo, all'interno di un'astronave abbandonata. Nonostante i tre siano gli unici esseri viventi nell'Universo, qualcosa di indefinito che terrorizza l'astronauta Orson inizia a bussare al portello dell'astronave e il Dottore tenta di aprire la porta, sostenendo che delle creature che si sono sempre e solo mostrate a bambini, ad anziani o a persone che non verrebbero crederci, nel momento in cui nell'universo sarebbe rimasta una sola persona avrebbero iniziato a mostrarsi in massa. L'apertura del portello causa la fuoriuscita dell'ossigeno dalla navicella e il Dottore sviene, forse colpito da un oggetto contundente, Orson riesce a metterlo in salvo e Clara fa ripartire il TARDIS per spostarsi in un altro momento temporale.
Uscendo dalla cabina Clara si ritrova in un granaio, dove su un letto vede un bambino piangere, ma nel momento in cui sente due adulti avvicinarsi si nasconde sotto il letto e ascolta le due persone che parlano di come quel bambino così terrorizzato non potrà mai diventare un Signore del Tempo, ma che sarebbe più idoneo a diventare un soldato. Clara capisce di trovarsi di fronte al Dottore nei primi anni della sua infanzia e quando il bambino, svegliato dai rumori del TARDIS, cerca di alzarsi dal letto, lei gli afferra un piede, lo convince a rimettersi a letto e, vedendolo impaurito da ciò che il piccolo Dottore ha visto nel Vortice del Tempo, cerca di rassicurarlo. Infatti gli dice che la paura non è sempre una cosa negativa, e che un giorno lui tornerà in quel granaio in un momento molto importante della sua vita (ciò è riferito agli eventi del Cinquantenario della serie, infatti quello è lo stesso granaio che si è visto in Il giorno del Dottore).
Tornata nel TARDIS Clara spiega al Dottore come non ci sia mai stato nessun mostro nel buio o sotto il letto e che tutte le "prove" (viene mostrato che è stato lo stesso Dottore a scrivere "Ascolta" sulla lavagnetta, all'inizio dell'episodio) erano frutto di un'autosuggestione. Alla fine dell'episodio Clara torna a casa e condivide con Danny un romantico bacio.
- Guest Star: Samuel Anderson (Danny Pink/Orson Pink), Remi Gooding (Rupert Pink), Robert Goodman (Reg), Kiran Shah (figura)

## Rapina temporale
- Titolo originale: Time Heist
- Scritto da: Stephen Thompson e Steven Moffat
- Diretto da: Douglas MacKinnon

### Trama
Il Dottore e Clara sono nell'appartamento della ragazza, che si sta preparando per uscire, quando il telefono del TARDIS suona e appena il Dottore risponde si ritrovano in una stanza con Psi, un umano potenziato, e Saibra, una donna mutante; tutti hanno in mano dei vermi della memoria, che hanno cancellato i loro ricordi relativi alle ultime ore, con il loro personale permesso. Ricevono quindi un messaggio da un misterioso sconosciuto che si fa chiamare l'Architetto, e che spiega loro che se non rapineranno la Banca di Karabraxos (la banca più sicura di tutta la galassia) moriranno. Saibra replica grazie al suo potere di mutamento un cliente della banca, così da potere fare entrare anche gli altri. Entrati nella banca osservano una creatura, il Veggente, rilevare i sensi di colpa di una persona sospettata di volere rapinare la banca, e poi sciogliergli il cervello sotto gli occhi del capo della sicurezza, Mrs. Delphox.
Delphox, quando ormai il Dottore e la sua compagnia sono entrati nell'ascensore, capisce che si era sbagliata e che sono loro in realtà a volere rapinare la banca. Il Dottore intanto spiega a Psi e Saibra, che anche se non se lo ricordano, hanno accettato di rapinare la banca, e quindi di rubare la cosa che più desiderano al mondo; e rischiare la loro vita è necessario, anche se al momento non ricordano per cosa. Il Dottore fa quindi saltare una bomba a transizione dimensionale che permette loro di accedere ai piani inferiori della banca. Trovano quindi valigette con materiali che l'architetto ha preparato per loro penetrando nella banca precedentemente, e finalmente capiscono che hanno cancellato la loro memoria per non ricordare perché sono lì e per avere meno sensi di colpa possibile, in modo da non essere individuati dal Veggente. Mentre passano nella stanza della creatura il Veggente si sveglia, agganciandosi ai pensieri di Saibra, che per evitare di soffrire preferisce usare uno dei disintegratori atomici forniti dall'Architetto, in caso di emergenza. Psi risolve quasi tutte le combinazioni per aprire il caveau, ma arriva il Veggente che si aggancia Clara, e Psi crea un diversivo e attira la creatura per poi usare su sé stesso il disintegratore. Alla serratura manca l'ultima combinazione da risolvere, ma una tempesta solare improvvisa rende vulnerabile il sistema di sicurezza del caveau e il Dottore deduce che l'Architetto viene dal futuro e che ha architettato tutto perché si svolgesse precisamente nel momento di massima vulnerabilità della banca.
Nel caveau trovano un "circuito neofita", che avrebbe ripristinato i dati di Psi sulla sua famiglia e i suoi amici, e un inibitore genetico, che avrebbe reso una normale umana Saibra. Ciò per cui il Dottore e Clara sono venuti è il tesoro personale di Karabraxos. Mentre la tempesta solare infuria i due raggiungono il caveau privato dopo essere sfuggiti ancora una volta al Veggente, insieme a Psi e Saibra, che in realtà non erano morti, ma si erano solamente teletrasportati. Scoprono così che Delphox era uno dei tanti cloni della vera Karabraxos, che fugge prima che la banca bruci. Il Dottore si fa agganciare dal Veggente per sapere la verità. Si scopre quindi che il Dottore era l'Architetto e che aveva organizzato lui la rapina nei minimi dettagli sotto gli ordini di una Karabraxos vecchia, che gli aveva telefonato dal futuro perché lui salvasse i due Veggenti che lei aveva precedentemente rinchiuso, gli ultimi della loro specie (il primo per rilevare gli intrusi, il secondo appunto tenuto sotto chiave perché il primo eseguisse gli ordini). Il Dottore li riporta quindi sul loro pianeta e porta a casa anche Psi, Saibra e Clara.
- Guest Star: Keeley Hawes (Mrs. Delphox/Karabraxos), Jonathan Bailey (Psi), Pippa Bennett-Warner (Saibra), Trevor Sellers (Mr Porrima), Ross Mullan, (Il Veggente), Mark Ebulue (guardia), Junior Laniyan (cliente), Samuel Anderson (Danny Pink) (non accreditato)

## Il bidello
- Titolo originale: The Caretaker
- Scritto da: Gareth Roberts, Steve Thompson e Steven Moffat
- Diretto da: Paul Murphy

### Trama
La vita di Clara ha preso ormai una svolta stravagante e, con un TARDIS con parcheggio fisso nella sua camera da letto e con un Dottore che la trascina continuamente nei suoi viaggi, si rende conto che riesce a gestire faticosamente la sua doppia vita tra viaggi nel tempo e appuntamenti con il suo ora ufficiale fidanzato Danny. Ma questa volta il pericolo è all'interno della scuola dove insegna Clara e il Dottore decide di intervenire camuffandosi in un bidello per non dare troppo nell'occhio.
Il Dottore scopre che nei pressi della scuola si nasconde un Incursore Skovox, un pericolosissimo robot progettato per la guerra e la distruzione, e ha intenzione di intrappolarlo all'interno di un vortice temporale creato grazie ad alcuni Generatori Cronodinamici, che il Dottore nasconde nella scuola, per spedirlo quanto più lontano possibile nel tempo e nello spazio. Nel frattempo Danny inizia a essere sospettoso nei confronti del Dottore e questo è l'inizio della loro antipatia reciproca. Inoltre il Dottore comprende che Clara ha una relazione con un suo collega, ma non capisce con chi e fraintende tutto quando la vede insieme ad Adrian, un altro insegnante di inglese, che sfoggia un look vagamente somigliante all'Undicesimo Dottore, di cui pensava che Clara fosse innamorata.
Danny, incuriosito, rimuove i Generatori Cronodinamici e va alla ricerca del Dottore per ottenere spiegazioni, convinto che ci sia il suo zampino. Intanto Clara sta cercando il Dottore, ma lui è intento ad attirare l'Incursore Skovox nella sua trappola fino a quando non si accorge che uno dei Generatori è stato disattivato. Solo quando Danny entra nella stessa stanza in cui si trova il Dottore il Generatore che aveva rimosso si riattiva facendo aprire un vortice che, oltre a risucchiare lo Skovox, rischia di fare lo stesso con Danny, che viene salvato in tempo da Clara. Il Dottore va su tutte le furie quando scopre che Danny ha rimosso i Generatori Cronodinamici poiché, anche se l'Incursore è sparito, c'è la possibilità che possa ritornare e deve darsi da fare per l'eventualità. Anche se il piano non va a buon fine Clara e il Dottore si vedono costretti a rendere partecipe Danny di quanto sta accadendo. Scopre che il Dottore è un Signore del Tempo e, per quanto lei cerchi di tenerglielo nascosto, che Clara è la sua assistente. Il Dottore, infastidito da Danny, tenta di cancellargli la memoria con il cacciavite sonico ma Clara prende le sue difese rendendogli noto che Danny è il suo fidanzato, lasciando così il Dottore stupito e amareggiato. In tutto questo Clara fa una grande fatica per spiegare il tutto a Danny che, sentendosi preso in giro, non capisce perché la sua ragazza non gli abbia svelato il suo segreto e comincia a pensare che il Dottore possa essere il suo amante. Clara lo rassicura dicendogli che lei considera il Dottore un amico e che è affascinata dai viaggi spazio-temporali, motivo per cui sta insieme a lui. Danny, anche se non del tutto d'accordo, sembra accettare lo stile di vita di Clara. Il giorno dopo, a scuola, Clara dona a Danny un gadget, grazie al quale può diventare invisibile, per farlo entrare di nascosto nel TARDIS e dimostrargli che lei è la stessa di quando è con il Dottore. Incontra il Dottore nel TARDIS e mentre lui costruisce un'altra trappola per annientare l'alieno nemico lei cerca in tutti i modi di fargli capire che Danny è una brava persona, ma il Dottore non riesce ad accettarlo, in quanto non vede di buon occhio i soldati. Di punto in bianco abbandona quello che stava facendo e le propone di partire per un viaggio nel tempo, ma Clara, preoccupata del fatto che nel TARDIS era presente anche Danny, cerca di dissuaderlo. In realtà il Dottore si è accorto della presenza di Danny e ha avuto l'idea del viaggio nel tempo solo per dispetto. Danny esce allo scoperto e inizia a litigare con il Dottore e quest'ultimo lo caccia dal TARDIS. Clara segue il suo ragazzo, rimanendo delusa dall'astio che il Dottore prova nei confronti di Danny.
Intanto lo Skovox riappare nella scuola, interrompendo i colloqui insegnanti-genitori, ma il Dottore e Clara, grazie anche all'aiuto di Danny, riescono a intrappolarlo nuovamente nel vortice temporale per poi abbandonarlo nello spazio. Danny capisce che per essere accettato dal Dottore deve essere all'altezza di Clara, ma si rende conto che la sua ragazza in fin dei conti è un po' come un "soldato" comandato dal Dottore che a ogni avventura l'ha resa coraggiosa e l'ha "addestrata" come se fosse in missione. Capisce che tutto ciò può essere massacrante per Clara e le fa promettere di non farsi opprimere troppo dal Dottore, altrimenti si vedrà costretto a lasciarla. Clara gli fa la sua promessa, ma lo rassicura dicendogli che lei si fida del Dottore.
L'ultima scena dell'episodio vede un poliziotto, precedentemente ucciso dallo Skovox, che viene accolto in quello che sembra un immenso ufficio, in cui compare anche Missy. Una volta capito di essere morto l'uomo, sconvolto, guarda attraverso una delle finestre che si trovano lì, scorgendo qualcosa di inimmaginabile.
- Guest Star: Samuel Anderson (Danny Pink), Ellis George (Courtney Woods), Edward Harrison (Adrian) Nigel Betts (Mr. Armitage), Andy Gillies (Matthew), Nanya Campbell (Noah), Joshua Warner-Campbell (Yashe), Oliver Barry-Brook (Kelvin), Ramone Morgan (Tobias), Winston Ellis (Signor Woods), Gracy Goldman (Signora Woods) a Christopholou), Molly Griffiths (Angelina Christopholou), Jimmy Vee (Incursore Skovox), Chris Addison (Seb), Michelle Gomez (Missy)(non accreditata)

## Uccidere la Luna
- Titolo originale: Kill the Moon
- Scritto da: Peter Harness
- Diretto da: Paul Wilmshurst

### Trama
Il Dottore porta Courtney Woods, un'alunna di Clara incuriosita dal TARDIS, che ha scoperto nella puntata precedente, sulla Luna nel 2049, dove incontrano altri astronauti.
Appena arrivati il Dottore si rende subito conto che c'è qualcosa che non va: la gravità è praticamente uguale a quella terrestre e gli astronauti in questione sono dotati di numerosissime armi nucleari. Infatti la Luna sta per sbriciolarsi a causa di alcuni danni causati in passato da astronauti messicani, ormai divorati da una specie di ragni che abitano sulla Luna e che tentano di attaccare i nuovi arrivati. Infatti lo scopo degli astronauti è proprio distruggere la Luna, che sta causando maremoti per tutto il globo. Clara è scettica: è stata in un futuro ancor più lontano (assieme all'Undicesimo Dottore) e la Luna esisteva ancora, non può accadere. Il Dottore la mette in guardia subito dicendole che la Luna del futuro potrebbe essere falsa o essere un'altra e questo è uno di quei punti fissi nel tempo in cui si fa la storia, e stavolta saranno loro a farla.
Mentre ispeziona la Luna il Dottore trova del liquido amniotico e dopo alcune indagini, ritorna da Clara e gli altri per riferirgli la sua scoperta: la Luna non sta morendo, ma nascendo. Essa è infatti un uovo che sta per schiudersi e che contiene la più grande creatura di tutto l'Universo. Ma questo evento potrebbe essere tanto meraviglioso quanto catastrofico ed è qui che c'è bisogno di fare una scelta: lasciare schiudere l'uovo e permettere alla creatura di vivere o ucciderla nel dubbio possa rivelarsi una minaccia per il pianeta? Il Dottore lascia la decisione alle tre umane rimaste, Clara, Courtney e Ludvik; siccome la Luna è il satellite del loro pianeta e il Dottore non vuole saperne niente e sparisce. Clara e le altre entrano nel panico, ma infine riescono a stabilire un collegamento con la Terra e chiedono aiuto alla popolazione.
"Distruggere la Luna" è la sentenza, ma Clara interrompe l'operazione giusto un momento prima dell'arrivo del Dottore. Il TARDIS atterra su una spiaggia terrestre in tempo per vedere l'apertura dell'uovo. La creatura che ne fuoriesce è meravigliosa e il guscio si disintegra, non causando alcun danno al pianeta. Prima di volare via, la creatura deposita un altro uovo ed ecco che una nuova Luna inizia a brillare nel cielo. Il Dottore spiega che questo sarebbe stato il momento in cui gli umani, colpiti dalla bellezza di qualcosa che nemmeno loro avevano voluto distruggere, avrebbero iniziato a viaggiare nello spazio e a espandere la loro specie per tutto l'Universo.
Dopo avere riaccompagnato Courtney a scuola Clara rimprovera il Dottore per averla abbandonata e per essersi comportato in modo indifferente davanti a una situazione di pericolo, ma lui si difende dicendo che voleva permetterle di prendere la sua scelta. Clara non è d'accordo con il ragionamento del Dottore e decide perciò di porre fine ai suoi viaggi con lui.
- Guest Star: Samuel Anderson (Danny Pink), Ellis George (Courtney Woods), Hermione Norris (Lundvik), Tony Osoba (Duke), Phil Nice (Henry), Christopher Dane (McKean)

## Una mummia sull'Orient Express
- Titolo originale: Mummy on the Orient Express
- Scritto da: Jamie Mathieson
- Diretto da: Paul Wilmshurst

### Trama
Il Dottore e Clara si riappacificano e lei si rende conto che non lo odia per davvero. Sebbene le sue intenzioni fossero quelle di rimanere amici decide però di intraprendere un ultimo viaggio con lui. Lui sceglie di portarla nel futuro su un'astronave, riproduzione dell'Orient Express con tanto di atmosfera degli anni 1930, che sfrutta i nastri di iperspazio per viaggiare tra le stelle. Il treno si ritrova subito a essere una sorta di trappola mortale. Uno a uno gli ospiti del treno iniziano a morire, apparentemente per colpa di attacchi cardiaci, ma prima di morire hanno una sorta di allucinazione: vedono una mummia che si avvicina a loro lentamente fino ad afferrarli.
Il Dottore comincia subito a indagare e si sofferma a parlare con uno degli ospiti del treno, Moorhouse, un professore di mitologia aliena, che collega gli eventi al mito del Predetto: una sorta di mummia in circolazione da secoli che fornisce alla vittima 66 secondi dal momento in cui appare al momento in cui la uccide. Nel frattempo Clara si intrattiene con Maisie, la nipote di uno dei passeggeri uccisi. Mentre essi continuano a morire il Dottore si rende conto che quasi tutti i presenti sono esperti in qualcosa (ingegneria, biologia, fisica) e si rende conto che qualcuno li ha radunati tutti su quel treno per indagare sul mostro, anche a costo di farli sparire tutti nel caso non venisse trovata la soluzione. Questo qualcuno, un IA di nome Gus, prende vita nel treno, bloccando il vagone trasformandolo in un laboratorio, cosicché le indagini possano proseguire al meglio. Avvisa però gli scienziati che a ogni rifiuto da parte loro di arrivare alla soluzione farà esplodere gli altri vagoni uccidendo il resto dei passeggeri. La mummia colpisce ancora e il Dottore, per venire a capo dell'enigma, interroga le vittime poco prima che queste muoiano, affinché gli diano informazioni utili sulla mummia, poiché solo loro sono in grado di vederla. Dopo la quarta vittima il Dottore inizia a farsi un'idea più precisa: questo mostro alieno è in qualche modo collegato a una tecnologia che gli permette di teletrasportarsi ma che lo obbliga a ricaricarsi ogni 66 secondi prima di uccidere di nuovo. Intanto scopre che le apparizioni della mummia non sono casuali: il mostro compare solo alle persone che sono psicologicamente o fisicamente instabili.
In ogni caso il team di ricercatori stabilisce che la vittima successiva è Maisie e il Dottore convince Clara a portarla da lui, mentendo alla ragazza, per utilizzarla come ennesima esca in modo tale da potere studiare nuovamente la mummia in azione. Inizialmente Clara è riluttante e non sembra più riconoscere il suo Dottore, ma esegue ugualmente i suoi ordini. Come previsto la mummia appare alla ragazza, ma il Dottore trasferisce nel suo corpo tutte le problematiche psicologiche di Maisie, in modo tale da fare dirigere la mummia verso di lui. Adesso che può vederla con i propri occhi, comprende che la mummia appartiene a un soldato che ha combattuto una guerra secoli e secoli prima; è stato successivamente modificato per diventare un assassino. Capisce anche che la tecnologia della creatura impiega 66 secondi per fare andare l'energia fuori scala, facendosi in questo modo scorgere solo dalla vittima designata. Il Dottore si arrende dinanzi al soldato e quest'ultimo arresta il proprio attacco mostrandosi a tutti, poi si dissolve in polvere.
Tutto sembra finito, ma Gus si congratula per il successo e, non avendo più bisogno degli scienziati, inizia a disperdere aria per il treno, soffocando tutti i passeggeri. Il Dottore riesce a mettere tutti in salvo teletrasportandoli all'interno del TARDIS e depositandoli nel pianeta civilizzato più vicino, dopodiché il treno si distrugge. Successivamente si ritrova a parlare con Clara, confusa ma piacevolmente sorpresa dal comportamento del Dottore, che le spiega senza mezzi termini che a volte ci sono delle decisioni cattive da prendere e che spesso lui si trova a dovere scegliere quella meno brutta tra tutte. Clara fa notare al Dottore che nessuno lo obbliga mettersi in situazioni pericolose, e pertanto a prendere delle scelte così difficili, dunque lei ipotizza che in fondo il Dottore ama rivestire il ruolo dell'uomo che deve prendere la scelta più estrema. Alla fine Clara decide di continuare a viaggiare con lui, mentendo a Danny.
- Guest Star: Samuel Anderson (Danny Pink), Daisy Beaumont (Maise), Frank Skinner (Perkins), John Sessions (Gus), Christopher Villiers (Professor Moorhouse), David Bamber (Capitano Quell), Foxes (cantante), Janet Henfrey (Mrs Pitt), Jamie Hill (Il Predetto), Scott Stevenson (cuoco)

### Curiosità
- Nell'episodio il Dottore chiede al Predetto: "Sei la mia mummia?", riferimento al doppio episodio della prima stagione Il bambino vuoto, in cui la frase più volte ripetuta dal bambino del titolo era: "Sei la mia mamma?" ("Are you my mommy?"), di pronuncia molto simile.

## I graffiti di Bristol
- Titolo originale: Flatline
- Scritto da: Jamie Mathieson
- Diretto da: Douglas MacKinnon

### Trama
Clara chiede al Dottore di riportarla a Londra per rivedere Danny, ma stranamente i due si ritrovano a Bristol. Appena usciti dal TARDIS il Dottore si rende conto che questo si è misteriosamente rimpicciolito all'esterno, rimanendo comunque spropositatamente grande all'interno. Mentre il Dottore rientra nel TARDIS per capire qual è il problema, la macchina del tempo diventa ancor più minuscola intrappolando al suo interno il Dottore, che capisce che c'è qualche anomalia che sta prosciugando l'energia del suo TARDIS, ma non capisce da dove provenga. La situazione passa in mano a Clara, alla quale il Dottore affida il cacciavite sonico, la carta psichica e un auricolare per rimanere in contatto. Clara inizia a esplorare i dintorni e conosce un ragazzo, Rigsy, uno street artist messo ai lavori socialmente utili a causa delle sue malefatte, che le racconta degli strani eventi accaduti di recente: le persone misteriosamente scompaiono e l'unica cosa che rimane di loro sono dei ritratti sui muri.
Quando entrano nella casa di una vittima i due trovano uno strano graffito che sembra raffigurare un deserto e Rigsy suggerisce che, come tutti i misteri "a stanza chiusa", il colpevole possa essere ancora all'interno della casa. Clara crede a tale ipotesi, ipotizzando a sua volta l'esistenza di minuscoli alieni, ed è costretta a presentare al ragazzo il Dottore, seppur rimpicciolito, per evitare che questo la creda pazza, perdendo così il loro unico contatto locale. Accompagnati da una poliziotta in un'altra casa (a cui Clara fa credere di essere un agente dell'MI5 con la carta psichica) Clara e Rigsy, sotto consiglio del Dottore, iniziano a rompere le pareti della casa, sperando di trovarci tracce dei misteriosi alieni, ma vengono interrotti dalla scomparsa della poliziotta. Nella stanza in cui era scomparsa trovano un disegno sul muro del sistema nervoso di un essere umano appartenente alla poliziotta, mentre quello che in apparenza sembrava un deserto si scopre essere in realtà una sezione ingrandita dell'epidermide umana. Il Dottore capisce che in realtà gli alieni in questione provengono da un universo che possiede solo due delle tre dimensioni e stanno facendo degli esperimenti sugli esseri umani, dissezionando la triplice dimensione; sono loro infatti i responsabili della scomparsa delle persone. Tornati al tunnel dipinto con i ritratti delle persone scomparse, infatti scoprono che quelli non sono semplici ritratti delle persone, ma proprio queste ultime, "appiattite" in sole due dimensioni.
Gli alieni escono quindi dai muri e attaccano il gruppo, "appiattendo" un membro di quest'ultimo. Dopo avere scampato il pericolo Clara, Rigsy e i sopravvissuti del servizio socialmente utile si rifugiano in un magazzino, dove Clara tenta di comunicare con gli alieni, seguendo il consiglio del Dottore, che crede che le scomparse siano tutto un malinteso, dovuto al fatto che gli alieni ignorano di uccidere gli umani appiattendoli. Tale speranza però svanisce quando la risposta degli alieni si rivela essere il numero di giacca di Stan, il membro dei servizi sociali ucciso nell'attacco di prima, e quello di George, un altro membro dei servizi, che viene prontamente ucciso e appiattito, confermando le intenzioni ostili degli alieni. Il gruppo scappa in un tunnel ferroviario dove scopre che questi alieni stanno imparando a ridimensionare la terza dimensione, diventando capaci di appiattire corpi solidi e viceversa. Il Dottore fornisce a Clara un aggeggio per sistemare la dimensionalità: il 2Dis (duo dismensionatore), permettendole di aggiustare le maniglie delle porte che gli alieni avevano appiattito. Trovandosi nel panico più totale un compagno di Rigsy inizia a litigare e fa accidentalmente cadere il TARDIS dalla borsa di Clara direttamente sulle rotaie della metropolitana. Nel frattempo il Dottore si rende conto che sta per arrivare un treno, ma utilizzando la sua mano, riesce a trarre il TARDIS in salvo. Però le vibrazioni del treno fanno cadere nuovamente il TARDIS sulle rotaie e il Dottore, per salvarsi, riduce ancor di più la dimensione del TARDIS, fino a ridurlo a un piccolo cubo, attivando la "modalità assedio". Purtroppo il TARDIS non ha più energia per tornare alla forma precedente e quindi il Dottore vi rimane isolato al suo interno, mentre le misteriose creature iniziano a prendere le sembianze delle persone scomparse e acquisiscono tridimensionalità. Clara recupera il TARDIS e lei, Rigsy, il macchinista del treno e gli altri si chiudono in una stanza lì vicino. Clara chiede a Rigsy un favore, usare le bombolette spray per raffigurare una porta su un cartellone, che successivamente Clara attacca su una parete. Le creature vedono la porta raffigurata da Rigsy, e pensando sia vera, cercano di rendere la maniglia piatta di nuovo solida, cadendo così nella trappola di Clara, che fa in modo che il TARDIS, sistemato dall'altra parte del cartellone, assorba il potere che le creature riversano inutilmente nella raffigurazione della porta. In questo modo la macchina del tempo, riacquistata potenza, riesce a rompere la "modalità assedio" e torna a dimensione normale. Il Dottore può finalmente uscire dal TARDIS, e, dopo un discorso ammonitore, si sbarazza facilmente delle creature con il cacciavite sonico, riportandole nel loro universo. Alla fine dell'avventura Clara, che viene ringraziata dai sopravvissuti, chiede al Dottore di ammettere che è stata brava a gestire la situazione; il Dottore le dice che ha fatto un ottimo lavoro, e che sarebbe stata un ottimo Dottore, ma puntualizza anche che essere il Dottore non vuol dire solamente essere bravi.
L'episodio si conclude con la misteriosa Missy che, osservando Clara con un'aria compiaciuta, afferma di avere fatto bene "a scegliere proprio lei".
- Guest Star: Samuel Anderson (Danny Pink), John Cummins (Roscoe), Jessica Hayles (Agente Forrest), Joivan Wade (Rigsy), Christopher Fairbank (Fenton), Matt Bardock (Al), Raj Bajaj (George), James Quinn (Bill), Michelle Gomez (Missy)

## Nella foresta della notte
- Titolo originale: In the Forest of The Night
- Scritto da: Frank Cottrell Boyce
- Diretto da: Sheree Folkson

### Trama
Il Dottore si ritrova con il suo TARDIS nel mezzo di una foresta, che scopre in realtà essere la città di Londra, ricoperta da una fitta boscaglia, cresciuta misteriosamente in una notte. In Trafalgar Square il Dottore si imbatte in Maebh Arden, una delle alunne di Clara e Danny, allontanatasi dai professori e dai compagni durante una gita scolastica in un museo. Clara e Danny, assieme al resto degli studenti, si rendono conto della situazione e quest'ultima chiama il Dottore, che la rassicura dicendole della presenza della bambina. Maebh però fugge, spaventata da qualcosa, e lascia alcuni indizi sulla via affinché Clara e il Dottore la trovino. Una volta riuniti i tre vengono accecerchiati da un branco di lupi, scappati da uno zoo, che successivamente vengono messi in fuga dall'arrivo di una tigre, che si prepara ad attaccare il gruppo.
Danny scaccia l'animale, ma Maebh fugge di nuovo: il Dottore, raggiuntala, comprende che è la causa di tutto. La piccola Maebh, che è rimasta traumatizzata dalla scomparsa di sua sorella e perciò sente strane voci, aveva disegnato un sole arrabbiato che bruciava degli alberi su un quaderno, preannunciando così una catastrofe per il pianeta. Nel frattempo si scopre che gli alberi sono ignifughi e che quindi non c'è modo di mandare via la vegetazione in eccesso. A questo punto il Dottore cerca di sapere cosa Maebh abbia da dire e lei spiega di avere creato la foresta dopo un sogno che ha fatto, lasciando intendere che ha certi pensieri che le girano intorno. Per vederli il Dottore aumenta la gravità della zona e scopre che questi pensieri fluttuano intorno alla bambina come lucciole che si rivolgono al Dottore e confessano di essere loro le autrici di quella foresta, già creata diverse volte in passato per difendere la Terra dagli attacchi delle tempeste solari. Giunti alla soluzione non resta che informarne anche il resto degli abitanti del pianeta per fermare le operazioni di disboscamento programmate dai governi. La fitta vegetazione, che riesce a creare un enorme cappa di ossigeno attorno alla Terra, devia la tempesta solare mettendo in salvo la Terra e i suoi abitanti. Tutto ciò viene puntualmente osservato da Missy, dal misterioso luogo in cui si trova.
Dopo avere adempiuto il loro compito le foreste si dissolvono e Maebh e la sua famiglia ritrovano Annabelle, la sorella scomparsa. Danny, seppur sospettando che Clara stia continuando a viaggiare con il Dottore, concede a Clara un momento di riflessione, nella speranza di sapere la verità.
- Guest Star: Samuel Anderson (Danny Pink), Abigail Eames (Maebh Arden), Jayden Harris-Wallace (Samson), Ashley Foster (Bradley), Harley Bird (Ruby), Michelle Gomez (Missy), Siwan Morris (Madre di Maebh), Harry Dickman (George), Jenny Hill (sé stessa), Eloise Barnes (Annabel Arden), James Weber Brown (ministro), Michelle Asante (vicino), Curtis Flowers (operatore dei servizi di emergenza), Kate Tydman (reporter a Parigi), Nana Amoo-Gottfried (reporter ad Accra), William Wright-Neblett (ragazzo)

## Viaggio nell'aldilà
- Titolo originale: Dark Water
- Scritto da: Steven Moffat
- Diretto da: Rachel Talalay

### Trama
Clara chiama Danny per confessargli che continua a viaggiare nel tempo con il Dottore; la ragazza gli esprime il suo profondo amore, ma a un certo punto lui si distrae e viene investito da un'auto. Clara, ovviamente, non può accettare la morte del suo amato e crede di poterlo riportare in vita, dunque parte con il Dottore nel TARDIS e gli chiede di vedere un vulcano, ma poi gli fa perdere i sensi con un "cerotto narcotizzante" e minaccia il Dottore di tornare indietro nel tempo e salvare Danny, altrimenti avrebbe buttato tutte le chiavi del TARDIS nella lava del vulcano dove lui l'aveva portata. Però tutto ciò è solo un'illusione, infatti il cerotto su di lui non ha avuto effetto, e a sua volta ha usato il cerotto su Clara, che per tutto il tempo ha sognato quello che è successo sul vulcano. Il Dottore voleva vedere quanto per lei era importante salvare Danny, e nonostante il tradimento di Clara l'abbia deluso il Dottore decide comunque di aiutarla nel suo intento e, utilizzando l'interfaccia telepatica del TARDIS, arrivano alla Terra Promessa, una sorta di mausoleo gestito dalla 3W, una misteriosa associazione che si occupa di proteggere i defunti. Clara e il Dottore vengono accolti da Missy, che finge di essere un droide, e sorprende il Dottore baciandolo; inoltre il Signore del Tempo, cercando di percepire il cuore della donna, rimane stranamente stupefatto. Il Dottore e la sua compagna di viaggio incontrano un altro dipendente della 3W, il dottor Chang che, oltre a spiegare che le teche dove si trovano i defunti contengono un liquido a raggi X chiamato "acqua oscura", provvede a mettere in contatto Clara con Danny. Dall'altra parte del regno dei morti Danny è accolto da Seb, un addetto dell'Inferisfera, in un ufficio dove deve compilare alcuni documenti e fare i conti con il proprio passato, incontrando il ragazzo che uccise per errore quando era un soldato. Ma la più terribile delle verità è un'altra: anche se l'anima dei defunti è provvista di un altro corpo nell'aldilà, la mente rimane sempre collegata e quindi cosciente al corpo terreno. Seb gli spiega che quando doniamo il nostro corpo alla scienza o veniamo cremati, possiamo sentire il dolore che ciò provoca. "Non mi cremate" sono quindi le tre parole che tutti i morti pensano, da cui il nome dell'istituto: 3W, da "tre parole" (3 words). Clara riesce a contattare Danny e gli chiede di provargli che sia davvero lui, perché se così fosse lei sarebbe disposta a fare qualsiasi cosa per riportarlo in vita, ma quest'ultimo non vuole che la sua amata lo raggiunga nel regno dei morti. Di conseguenza Clara interrompe la chiamata lasciandolo in un mare di lacrime. Seb gli propone una soluzione per non sentire più dolore: separarsi definitivamente dal proprio corpo per non provare più alcuna emozione. Nel frattempo Missy libera gli scheletri dalle tombe, che non erano altro che morti convertiti in Cybermen, nascosti dall'acqua oscura. Missy uccide Chang, dato che non ha più bisogno di lui, e rivela al Dottore che la Terra Promessa (o aldilà, o Inferisfera) è solo un'illusione creata dalla tecnologia dei Signori del Tempo e che loro in realtà sono a Londra, dentro la cattedrale di St.Paul. Missy infatti è originaria di Gallifrey, cosa di cui il Dottore aveva già il sospetto visto che prima, cercando di percepire il suo cuore, ne aveva avvertiti due. Missy svela al Dottore che tutte le tombe della Terra stanno per "sfornare" Cybermen, inoltre gli rivela la sua vera identità: Missy sta per Mistress, vale a dire il femminile di Master, il Maestro.
- Guest Star: Samuel Anderson (Danny Pink), Michelle Gomez (Missy) Chris Addison (Seb), Andrew Leung (Dr. Chang), Sheila Reid (Nonna di Clara), Nigel Betts (Mr. Armitage), Joan Blackham (donna), Antonio Bourouphael (ragazzino), Jeremiah Krage (Cyberman)

## Morte in Paradiso
- Titolo originale: Death in Heaven
- Scritto da: Steven Moffat
- Diretto da: Rachel Talalay

### Trama
Missy, rivelatasi il Maestro, ha un piano ben preciso: fare esplodere centinaia di Cybermen nel cielo, la cui esplosione genera nuvole che fanno piovere polline sui cimiteri di tutto il mondo e fare risorgere i defunti sotto forma di Cyberman, per poi uccidere i vivi e trasformare la razza umana.
La pioggia si abbatte sui cimiteri e obitori per ridare vita ai morti. Tra questi c'è anche Danny Pink, che però non ha ancora inibito le sue emozioni e si muove giusto in tempo per salvare Clara, che stava per essere attaccata da altri Cybermen. Intanto il Dottore e Missy vengono fermati da Kate Stewart e la UNIT che già stavano tenendo d'occhio la faccenda, ed entrambi vengono sedati e messi in sicurezza su un aereo. Il Dottore viene inaspettatamente insignito del titolo di Presidente del Mondo, con l'autorità di disporre come meglio crede di tutte le forze armate del pianeta per placare questa nuova minaccia. Sfortunatamente Missy riesce a liberarsi, uccide Osgood e ordina ad alcuni Cyberman di attaccare l'aereo e di uccidere i passeggeri. L'aereo esplode e il Dottore riesce a recuperare in volo il suo TARDIS e salvarsi, ma Kate non è così fortunata. Nel frattempo Clara si risveglia in un cimitero e, tra i Cyberman ancora inermi che risorgono dalle tombe, ne scorge uno che la guarda e capisce intuitivamente che è stato lui a portarla in quel posto. Così gli si avvicina e comincia a fargli delle domande; il Cyberman si toglie la maschera e si rivela essere Danny Pink, che chiede a Clara di porre fine alla sua sofferenza liberandolo dalle sue emozioni, facendole premere un tasto dell'armatura. Clara, sconvolta, telefona al Dottore per chiedergli aiuto e lui le consiglia di non cancellare le emozioni a Danny, altrimenti il ragazzo, convertitosi completamente in un Cyberman, l'avrebbe sicuramente uccisa. Clara però decide di accontentare il suo amato. Il Dottore raggiunge Clara, che tragicamente saluta Danny che, ormai totalmente connesso al Cyber-network, annuncia al Dottore che sta arrivando un'altra pioggia di Cyberpolline, la quale trasformerà anche i vivi. Missy irrompe nella scena e rivela il vero motivo per cui ha fatto tutto questo, ovvero riavere indietro il Dottore, il suo amico: per dimostrargli che loro due non sono poi così diversi, gli regala l'esercito di Cybermen e il relativo braccialetto di controllo, sicura del fatto che prima o poi avere il controllo di un esercito così potente corromperà il suo animo, in questo modo loro due torneranno a essere amici. Il Dottore, però, affida il bracciale a Danny, che ordina all'esercito di Cybermen, lui compreso, di volare in cielo e autodistruggersi così da fare diradare le nuvole di Cyberpolline. La Terra è salva e Missy, prima di andare via, rivela al Dottore le coordinate di Gallifrey che lui credeva perdute. Clara desidera ucciderla per vendicare il fidanzato e tutte le altre persone uccise, ma il Dottore la ferma, perché non vuole che la sua amica diventi un'assassina, dunque decide di usare lui l'arma per eliminare Missy. Quest'ultima, soddisfatta perché adesso il Dottore diventerà un assassino sporcandosi direttamente le mani, all'ultimo momento viene però uccisa da un ultimo Cybermen non ancora decollato, che si rivela essere il defunto ex-compagno di viaggio e caro amico del Dottore, il Brigadiere Lethbridge-Stewart, che ha messo in salvo sua figlia Kate. Prima che egli voli via il Dottore gli dice addio con un saluto militare.
Clara si sveglia durante la notte e riesce a comunicare per l'ultima volta con Danny che, grazie al braccialetto di Missy, potrebbe attraversare il passaggio tra la Terra e l'Aldilà per tornare in vita. Lui, però, è di nobile animo e preferisce ridare la vita al ragazzino che aveva ucciso durante la guerra. Il Dottore, mosso dalla curiosità di rivedere Gallifrey, inserisce le coordinate dategli da Missy nel TARDIS, ma queste non lo portano da nessuna parte. Il Dottore e Clara si incontrano dopo due settimane in un bar. Lei sul punto di confessarle la verità, viene frenata dal Dottore che, vedendo il bracciale di Missy sul polso di Clara, intuisce erroneamente che Danny sia riuscito a tornare dall'aldilà e capisce che è ormai giunto il momento di uscire dalla vita dell'amica. La ragazza inizialmente non è d'accordo ad abbandonare il Dottore e lui, per tentare di convincerla, le mente dicendo di avere trovato Gallifrey. Così Clara, per il bene del Dottore che ha tentato disperatamente di ritrovare il suo pianeta, mente a sua volta e gli dice che starà bene. Alla fine il Dottore e Clara si dicono addio con un abbraccio.
Dopo i titoli di coda il Dottore riceve una visita inaspettata: Babbo Natale bussa alla porta del TARDIS.
- Guest Star: Michelle Gomez (Missy/Il Maestro), Samuel Anderson (Danny Pink), Sanjeev Bhaskar (Colonnello Ahmed), Jemma Redgrave (Kate Stewart), Ingrid Oliver (Osgood), Chris Addison (Seb), James Pearse (Graham), Antonio Bourouphael (ragazzino), Shane Keogh-Grenade (ragazzo adolescente), Katie Bignell (ragazza adolescente), Jeremiah Krage (Cyberman), Nicholas Briggs (Voce dei Cybermen), Nick Frost (Babbo Natale)